# Bang (Familienname)
Bang ist ein skandinavischer und koreanischer Familienname.

## Namensträger

### Skandinavische Namensträger
- Andreas Bang (1903–1946), deutscher Landwirt und NSDAP-Funktionär
- Andreas Bang-Haas (1846–1925), dänischer Entomologe und Insektenhändler
- Anthon Bang (1809–1870), norwegischer Autor und Herausgeber
- Aske Bang (* 1988), dänischer Schauspieler und Regisseur
- Bernhard Bang (1848–1932), dänischer Tierarzt und Bakteriologe
- Claes Bang (* 1967), dänischer Schauspieler
- Esben Holmboe Bang (* 1982), dänischer Koch
- Herman Bang (1857–1912), dänischer Schriftsteller
- Ivar Christian Bang (1869–1918), skandinavischer klinischer Chemiker
- Jan Bang (* 1968), norwegischer Musiker, DJ und Plattenproduzent
- Jette Bang (1914–1964), dänische Fotografin
- Johann Heinrich Christian Bang (1774–1851), lutherischer Pfarrer und Pädagoge, Mitglied im Marburger Romantikerkreis
- Kjetil Bang-Hansen (* 1940), norwegischer Schauspieler, Tänzer, Bühnenproduzent und Theaterregisseur
- Niels Hofman-Bang (1776–1855), dänischer Botaniker und Agrarwissenschaftler
- Nina Bang (1866–1928), dänische Politikerin
- Odd Bang-Hansen (1908–1984), norwegischer Schriftsteller
- Oluf Bang (1788–1877), dänischer Mediziner
- Otto Bang-Haas (1882–1948), deutscher Entomologe und Insektenhändler dänischer Abstammung
- Pål Bang-Hansen (1937–2010), norwegischer Filmkritiker, -produzent und Schauspieler
- Peder Bang († 1277), Bischof von Roskilde
- Peter Bang (1900–1957), Ingenieur und einer der Gründer von Bang & Olufsen
- Peter Georg Bang (1797–1861), dänischer Politiker
- Thomas Bang (Theologe) (1600–1661), dänischer Theologe und Hochschullehrer
- Thomas Bang (Politiker) (1790–1860), norwegischer Politiker
- Thomas Bang (Bildhauer) (* 1938), dänischer Bildhauer
- Thomas Cathinco Bang (1827–1902), norwegischer Politiker

### Koreanische Namensträger
- Bang Dae-du (* 1954), südkoreanischer Ringer
- Diana Bang (* 1981), kanadische Schauspielerin, Autorin und Produzentin koreanischer Abstammung
- Bang Gwi-man (* 1983), südkoreanischer Judoka
- Bang Hyeon-seok (* 1961), südkoreanischer Schriftsteller
- Bang Hyo-mun (* 1965), südkoreanischer Gewichtheber
- Bang Hyun-hu (* 1966), südkoreanische Sportschützin
- Bang Ji-seop (* 1974), südkoreanischer Volleyballspieler
- Bang Jin-hyuk (* 1975), südkoreanische Hockeyspielerin
- Bang Jun-yung (* 1965), südkoreanischer Schwimmer
- Bang Min-ah (* 1993), südkoreanische Sängerin und Schauspielerin
- Bang Seun-hun (* 1975), südkoreanischer Schwimmer
- Bang Seung-hwan (* 1983), südkoreanischer Fußballspieler
- Bang Shin-hye (* 1967), südkoreanische Hürdensprinterin
- Bang Sin-bong (* 1975), südkoreanischer Volleyballspieler
- Bang Soo-hyun (* 1972), südkoreanische Badmintonspielerin
- Vivian Bang (* 1973), US-amerikanische Schauspielerin koreanischer Abstammung
- Bang Won-sun, südkoreanischer Basketballspieler
- Bang Yeol (* 1941), südkoreanischer Basketballspieler

sowie
- Bang Chan (* 1997), südkoreanisch-australischer Popsänger, Rapper, Songwriter, Komponist

### Weitere Namensträger
- Billy Bang (William Vincent Walker; 1947–2011), US-amerikanischer Violinist und Komponist
- Ellen Bang (Elfriede Ballier; 1906–1981), deutsche Schauspielerin
- Farid Bang (Farid Hamed El Abdellaoui; * 1986), deutscher Rapper
- Heinrich Bang (1838–1896), deutscher Politiker, Bürgermeister von Wesel und von Mülheim an der Ruhr
- Ludwig Bang (1857–1944), deutscher Historien- und Genremaler
- Paul Bang (1879–1945), deutscher Politiker (DNVP, NSDAP)
- Ruth Bang (1897–1972), deutsche Sozialarbeiterin, Psychagogin und Autorin
- Simon Bang (1855–1928), deutscher Pädagoge
- Willi Bang-Kaup (1869–1934), deutscher Orientalist und Turkologe